# Tlapacoyan
Tlapacoyan è una municipalità dello stato di Veracruz, nel Messico centrale, il cui capoluogo è la località omonima.
Conta 61.982 abitanti (2015) e ha una estensione di 167,96 km². 	 	
Il significato del nome della località in lingua nahuatl è luogo dove si lava la biancheria.